# Kvakoši
Kvakoši (Nycticoracinae) je skupina brodivých ptáků z čeledi volavkovitých. Obsahuje tři rody, v Česku žije jediný druh – kvakoš noční.

## Druhy
- rod Nycticorax
  - kvakoš africký (Nycticorax leuconotus)
  - kvakoš noční (Nycticorax nycticorax)
  - kvakoš rezavý (Nycticorax caledonicus)
  - kvakoš žlutočelý (Nycticorax violaceus) – někdy řazen do rodu Nyctanassa
  - †kvakoš Duboisův (Nycticorax duboisi)
  - †kvakoš mauricijský (Nycticorax mauritianus)
  - †kvakoš rodriguezský (Nycticorax megacephalus)
  - †Nycticorax carcinocatactes – někdy řazen do rodu Nyctanassa
  - †Nycticorax olsoni
  - †Nycticorax kalavikai – fosilní druh
- rod Gorsachius
  - kvakoš indomalajský (Gorsachius melanolophus)
  - kvakoš japonský (Gorsachius goisagi)
  - kvakoš pestrý (Gorsachius magnificus)
  - †Gorsachius caledonicus – někdy řazen do rodu Nycticorax; vymřel roku 1890
- rod Cochlearius
  - volavčík člunozobý (Cochlearius cochlearius)